# تامبیلوویل
تامبیلوویل (به لاتین: Thambiluvil) یک منطقهٔ مسکونی در سری‌لانکا است که در ناحیه امپرا واقع شده است.